# MIAT Mongolian Airlines
MIAT Mongolian Airlines (code AITA : OM ; code OACI : MGL) est la compagnie aérienne nationale mongole basée à Oulan-Bator, à l'aéroport international Gengis Khan. Elle opère principalement sur des lignes intérieures mais aussi sur quelques vols internationaux.

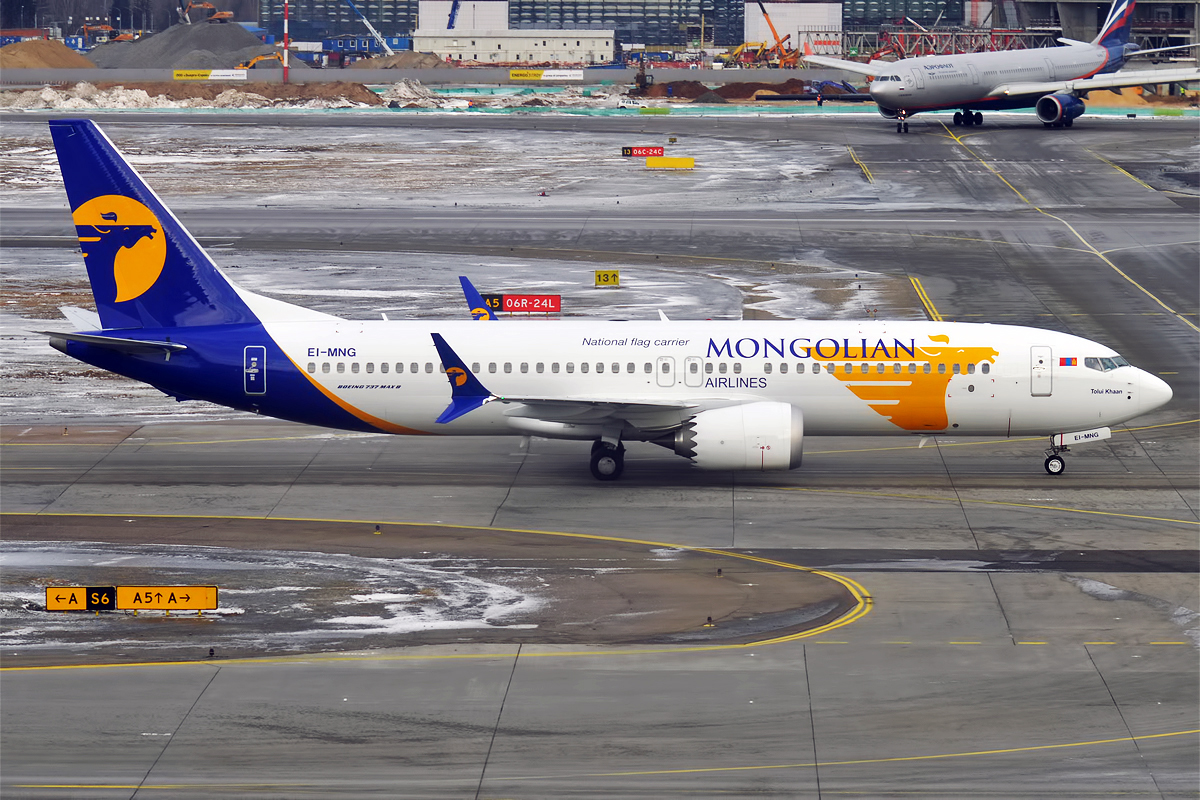
Boeing 737-8 MAX de MIAT Mongolian Airlines, (EI-MNG).

## Histoire
MIAT a été fondée en 1956 et a connu plusieurs noms au cours de son histoire parmi lesquels Air Mongol ou Mongolian Airlines. Elle a débuté sous l'égide de la compagnie soviétique Aeroflot et opéra son premier vol en juillet 1956 entre Oulan-Bator et Irkoutsk, en Russie.

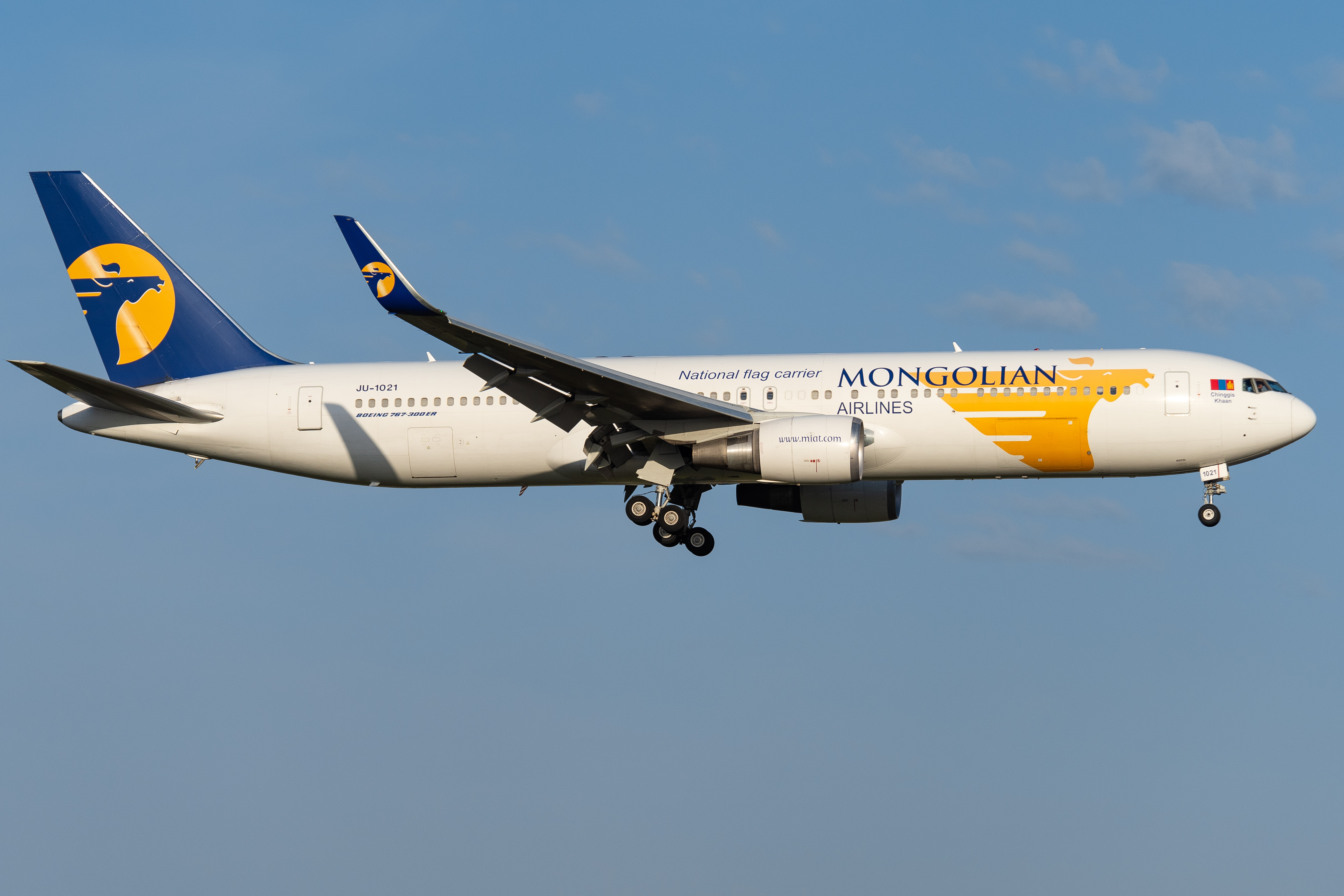
Boeing 767-300ER de MIAT Mongolian Airlines.

## Flotte
En janvier 2023, la flotte de MIAT Mongolian Airlines est constituée de, :

## Destinations
- Mongolie (la plupart des vols sont assurés par sa filiale Aero Mongolia.
  - Altai
  - Arvayheer
  - Baruun-Urt
  - Dalanzadgad
  - Hovd
  - Hovd Bulgan
  - Mörön
  - Olgii
  - Oulan-Bator
  - Tosontsengel
  - Ulaangom
  - Ulistai

### Allemagne
- Francfort

### Chine
- Pékin-Capitale
- Canton-Baiyun
- Hohhot

### Corée du sud
- Séoul-Incheon
- Pusan-Gimhae

### Hong Kong
- Hong Kong

### Japon
- Tokyo-Narita
- Osaka

### Thaïlande
- Bangkok-Suvarnabhumi
- Phuket

### Turquie
- Istanbul

### Viêt Nam
- Hô Chi Minh Ville (Tân Sơn Nhất)